# Castello di Segalara
Il castello di Segalara era un maniero medievale, i cui resti, inglobati in un palazzo nobiliare a corte, sorgono alla quota di 260 m s.l.m. sulla cima di un colle panoramico a Segalara, frazione di Sala Baganza, in provincia di Parma.

## Storia
Una primitiva struttura difensiva fu eretta sulla cima del colle appenninico di Segalara forse già in età bizantina; la posizione dominante sulla valle del fiume Taro e sulla piccola valle del torrente Scodogna, suo affluente destro, rendeva infatti il rilievo il luogo ideale per la costruzione di un fortilizio.
Tuttavia, il più antico documento che menzioni la fortificazione risale probabilmente soltanto all'XI secolo: il 3 febbraio 1034 fu sottoscritto un atto di compravendita tra tal Alberto e un sacerdote di nome Rodolfo di alcuni beni posti in Castro Taloniano; nonostante vi sia menzionato l'adiacente borgo di Talignano, il castello è identificabile quasi certamente proprio nel maniero di Segalara.
La struttura fortificata fu nominata anche nel 1054, nel rogito notarile che ne sancì la vendita da parte di Alberto da Viarolo, figlio di Maginfredo, al suo familiare Rodolfo da Viarolo.
In epoca imprecisata il territorio passò sotto il controllo dei conti Sanvitale, che ne risultavano proprietari nel 1258, ma in seguito subentrarono i Rossi, forse già alla fine del XIII secolo; il più antico documento che colleghi la famiglia a Segalara è il testamento del 29 giugno 1290 del prevosto Ugo Rossi, che istituì quattro benefici, tra cui quello relativo all'oratorio di Segalara.
Nel 1303, i Rossi, cacciati da Parma da Giberto III da Correggio, furono costretti a rifugiarsi nei loro castelli di Collecchio, Neviano e Segalara. Due anni dopo, sotto le mura del maniero di Segalara un parente di Giberto, da lui inviato a osservare le mosse dei nemici, fu ucciso per mano di Palamede Rossi, provocando una serie di scontri, che culminarono nella fuga a Pellegrino dei Rossi, seguita dalla conquista e dalla distruzione dei tre fortilizi per mano delle truppe parmigiane di Giberto.
Nel 1316 Giberto da Correggio fu allontanato da Parma e i Rossi rientrarono in possesso dei loro beni; il piccolo castello di Segalara fu quindi ricostruito.
Verso il 1462 Pier Maria II de' Rossi, incaricando Benedetto Bembo di realizzare l'affresco della Camera d'Oro del castello di Torrechiara, gli richiese di ritrarre, insieme ad altri castelli di sua proprietà, anche il modesto maniero di Segalara, che all'epoca si presentava come una corte con funzioni miste residenziali e agricole, chiusa da una massiccia cinta muraria. Nel 1464 il Conte destinò nel suo testamento le terre di Segalara, insieme a numerose altre, al figlio Guido, ma nel 1480 modificò le disposizioni e lasciò gran parte delle sue proprietà, compreso il "palazzo" di Segalara, al figlio naturale Bertrando. L'anno seguente, in vista di una probabile guerra col ducato di Milano, fece fortificare numerosi suoi castelli, tra cui l'edificio di Segalara, allarmando Ludovico il Moro, che ne chiese conferma al commissario ducale. Nel 1482 scoppiò la rovinosa guerra dei Rossi e, pochi mesi dopo, Pier Maria morì; Bertrando, come da disposizioni testamentarie paterne, ereditò la contea di Berceto e numerose terre appenniniche, tra cui Segalara, che al termine del conflitto riuscì a mantenere nelle sue mani grazie all'alleanza con Ludovico il Moro contro i propri fratelli.
Bertrando soggiornò abbastanza spesso nel palazzo fortificato di Segalara, che gli fu requisito nel 1495 da Ludovico il Moro, in occasione della sua incarcerazione con l'accusa di aver favorito il re di Francia Carlo VIII; due anni dopo, il Conte fu scagionato e rientrò in possesso dei suoi beni. In seguito alla sua morte senza eredi diretti nel 1502, le sue proprietà passarono al nipote Troilo I de' Rossi, marchese di San Secondo.
Nel 1547 il maniero di Segalara fu rinforzato strutturalmente e quattro anni dopo, a presidio della zona contro i conti Sanvitale di Sala, vi si stanziò una guarnigione di cento soldati al comando di Giulio Cesare de' Rossi.
Nel 1635 ebbe fine il lungo dominio dei Rossi su Segalara, in quanto il duca di Parma Odoardo I confiscò a Troilo IV tutti i suoi beni, a causa della sua militanza sotto le insegne dei re di Spagna, invisi al Farnese. Nel 1653 Scipione I de' Rossi si impegnò a versare un'ingente somma alla Camera ducale in cambio della restituzione delle proprietà appartenute al fratello, ma, a causa della disastrosa situazione economica famigliare, non fu in grado di ottemperare al pagamento e nel 1665 rinunciò ufficialmente a tutti i feudi appenninici e agli edifici che vi sorgevano, tra cui il "palazzo di Segalara nella villa di Talignano con giardino, possessione, vigne, livelli e decime".
Nel 1682 la Camera ducale alienò al marchese Gian Antonio Canossa, di probabile origine pontremolese, la tenuta di Segalara, comprensiva dell'edificio nobiliare con oratorio, dell'annessa corte rurale e dei poderi, ma non cedette alcun diritto politico o fiscale sulla zona, amministrata dalla comunità del luogo.
Nel 1765 la struttura fu ristrutturata per volere dei fratelli Lorenzo e Antonio Canossa, che fecero anche demolire l'antico oratorio per ricostruirlo in stile neoclassico a lato dell'androne d'ingresso, dedicandolo alla Concezione di Maria Vergine.
Alla morte senza eredi diretti del marchese Antonio Canossa nel 1799, le nipoti alienarono la proprietà a Giuseppe Franceschi, che, insieme ai suoi figli, fece piantumare parte del colle, trasformandolo in una pineta; nei decenni seguenti si recarono in visita alla tenuta sia la duchessa Maria Luigia sia il duca Carlo III di Borbone.
In seguito la struttura fu frazionata in più unità immobiliari e alienata a diversi proprietari, che si occuparono del suo restauro; nella seconda metà del XX secolo apparteneva alle famiglie Sommi, Zini e Cavalli.

## Descrizione

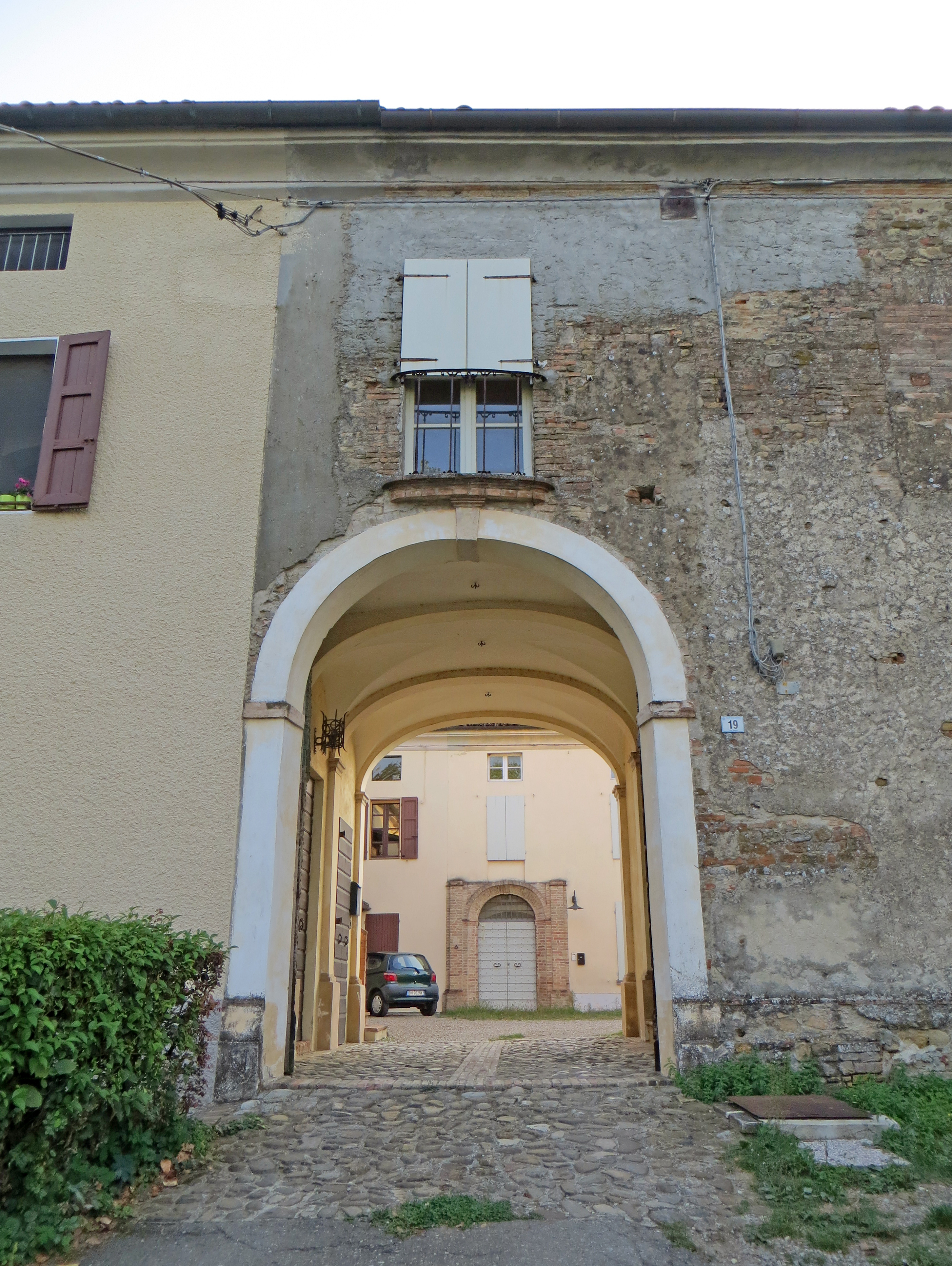
Ingresso alla corte

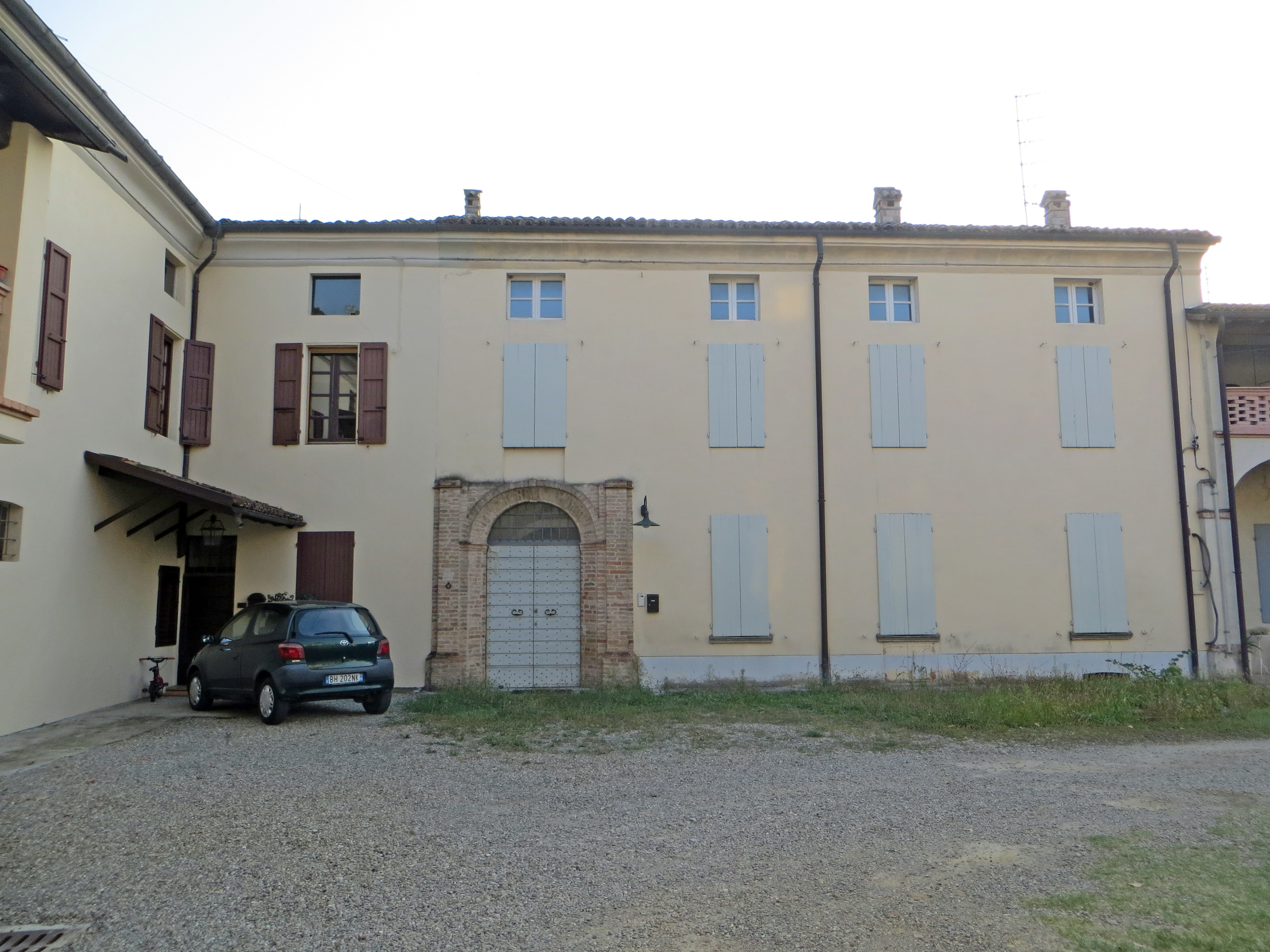
Lato sud-ovest della corte

L'edificio su sviluppa su una struttura a corte con pianta a U, sulla cima del colle di Segalara.
Le facciate intonacate si elevano su due livelli principali fuori terra. L'ala nord-est presenta un portale ad arco ribassato, delimitato da una cornice, che si apre sull'androne di accesso alla corte; la galleria è coperta da una volta a botte lunettata, scandita in tre campate da arcate rette da paraste doriche.
All'interno della corte, di fronte all'androne si conserva l'originario portale d'ingresso al castello; la struttura ad arco a tutto sesto, rivestita in laterizio, è delimitata da una cornice e da due lesene. L'ala nord-ovest adiacente presenta al piano terreno un porticato ad archi ribassati, retti da pilastri dorici, mentre al livello superiore si affaccia un più semplice loggiato sostenuto da pilastri.

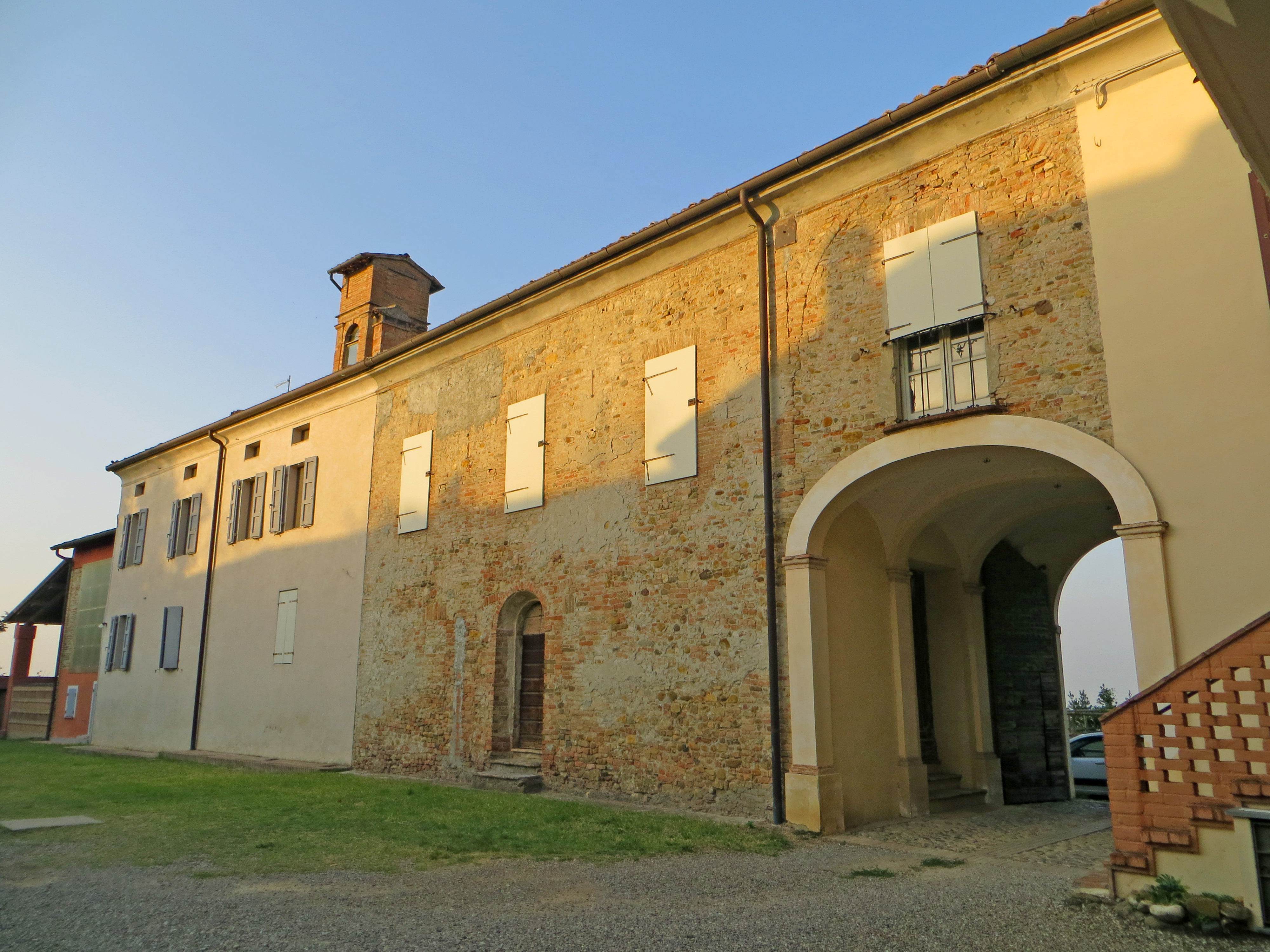
Lato nord-est della corte

L'ala nord-est ospita il settecentesco oratorio della Concezione di Maria Vergine, sviluppato su una pianta a navata unica scandita in più campate da una serie di paraste doriche; la struttura è coronata esternamente da un piccolo campanile in laterizio.